# Małgorzata Werner
Małgorzata Werner (ur. 4 listopada 1971) – polska prezenterka telewizyjna i aktorka.
W 1994 zadebiutowała jako aktorka epizodyczną rolą w filmie Oczy niebieskie. W kolejnych latach zagrała epizody m.in. w filmach Nic śmiesznego, Szamanka, Ajlawju i Dzień świra. Z uwagi na swój wygląd często nazywana była „polską Pamelą Anderson”. Największą popularność zyskała dzięki współprowadzeniu programu muzycznego telewizji Polsat Disco Relax w latach 1998–2001.

## Filmografia

### Filmy
- 2002: Dzień świra jako dziewczyna w reklamie
- 1999: Ajlawju jako Barmanka
- 1998: Ratownicy jako Pamela Anderson
- 1997: Kochaj i rób co chcesz jako Ola
- 1996: Szamanka jako pielęgniarka
- 1996: Przeciąg jako Miss poszkodowana
- 1996: Urok wszeteczny jako Modelka
- 1995: Nic śmiesznego jako dziewczyna z „dobrym dmuchem” (5. kochanka Adama)
- 1995: Pułkownik Kwiatkowski jako pielęgniarka
- 1995: Doktor Semmelweis jako Nieboszczka
- 1994: Szczur jako Miss Polski
- 1994: Oczy niebieskie jako dziewczyna

### Seriale
- 2002: Król przedmieścia jako Andżelika, koleżanka Vanessy z siłowni (gościnnie)
- 2002-2003: Kasia i Tomek jako Klientka (gościnnie)
- 2000-2001: Adam i Ewa jako Barmanka w motelu „Bałtyk”, kochanka sierżanta Żaby (gościnnie)
- 2000: 13 posterunek 2 jako Sekretarka (gościnnie)
- 1999-2005: Lokatorzy (gościnnie)
- 1999: Świat według Kiepskich jako Barbi (gościnnie)
- 1997-1998: 13 posterunek jako Miss mokrego podkoszulka (gościnnie)
- 1996: Ekstradycja 2 jako Dziewczyna z hotelu (gościnnie)